# Pleiotaxis
Pleiotaxis Steetz, 1864 è un genere di piante angiosperme dicotiledoni della famiglia delle Asteraceae.

## Descrizione
Le specie di questa voce sono piante perenni con portamenti erbacei o subarbustivo e radici legnose.
Le foglie lungo il caule normalmente sono a disposizione alternata e picciolate. La forma della lamina (semplice e intera) varia da lineare, ellittica, ovato-lanceolata a obovata; i bordi sono scarsamente dentati (raramente interi); la superficie è venata in modo pennato. Sono presenti rami fogliacei sterili. Le stipole sono assenti.
Le infiorescenze sono composte da capolini eretti, terminali e solitari o raccolti in formazioni corimbose o racemose. I capolini, discoidi e omogami, sono formati da un involucro a forma cilindrica, campanulata o spiraleggiante composto da brattee (o squame) all'interno delle quali un ricettacolo fa da base ai fiori tubulosi. Le brattee disposte su 5 - 7 serie in modo embricato e scalato sono di varie forme e tipi: ampie a consistenza cartacea o coriacea con apici da ottusi a arrotondati, non pungenti. Il ricettacolo, superficialmente alveolato, a forma piatta o lievemente convessa, è privo di pagliette.
I fiori sono tetra-ciclici (ossia sono presenti 4 verticilli: calice – corolla – androceo – gineceo) e pentameri (ogni verticillo ha 5 elementi). I fiori, numerosi, sono actinomorfi, generalmente ermafroditi (bisessuali) e feritli.
- Formula fiorale:

*/x K {\displaystyle \infty }, [C (5), A (5)], G 2 (infero), achenio
- Calice: i sepali del calice sono ridotti ad una coroncina di squame.
- Corolla: la corolla nei fiori tubulosi ha uno stretto tubo con 5 lunghi lobi lineari con superfici glabrescenti o pubescenti per corti peli ghiandolari e lobi provvisti di venature vascolari accessorie; il tubo si allarga improvvisamente nei lobi. Il colore varia da rosso (o porpora) a giallo-bianco.
- Androceo: gli stami sono 5 con filamenti liberi, glabri o papillosi e distinti, mentre le antere sono saldate in un manicotto (o tubo) circondante lo stilo. Le antere in genere hanno una forma sagittata con base caudata (non calcarata); le code sono lunghe da subrotonde a subacute e ramificate. Il tessuto endoteciale è polarizzato. Il polline normalmente è tricolporato a forma sferica (radialmente simmetrico), echinato-perforato.
- Gineceo: lo stilo è filiforme con due stigmi; i rami (gli stigmi) sono corti o moderatamente lunghi, separati, bi-venati e spesso ricurvi con apici ottusi. Lo stilo alla base è glabro e privo del nodo basale; delle papille sono presenti sotto la biforcazione. L'ovario è infero uniloculare formato da 2 carpelli. L'ovulo è unico e anatropo.

I frutti sono degli acheni con pappo. La forma dell'achenio è strettamente cilindrica con 4 coste. Il pericarpo può essere di tipo parenchimatico, altrimenti è indurito (lignificato) radialmente con superficie liscia (o ghiandolare), glabra o ricoperta da peli ghiandolari semplici o biforcuti. Il carpoforo (o carpopodium - il ricettacolo alla base del gineceo) è anulare e generalmente presente. I pappi, formati da una o più serie di setole piatte e barbate (raramente subpiumose o con apici piatti), sono isomorfi, persistenti o caduci (o assenti), sono direttamente inseriti nel pericarpo o connati in un anello parenchimatico posto sulla parte apicale dell'achenio.

## Biologia
- Impollinazione: l'impollinazione avviene tramite insetti (impollinazione entomogama tramite farfalle diurne e notturne).
- Riproduzione: la fecondazione avviene fondamentalmente tramite l'impollinazione dei fiori (vedi sopra).
- Dispersione: i semi (gli acheni) cadendo a terra sono successivamente dispersi soprattutto da insetti tipo formiche (disseminazione mirmecoria). In questo tipo di piante avviene anche un altro tipo di dispersione: zoocoria. Infatti gli uncini delle brattee dell'involucro si agganciano ai peli degli animali di passaggio disperdendo così anche su lunghe distanze i semi della pianta.

## Distribuzione e habitat
La distribuzione delle specie di questo gruppo è più o meno relativa all'Africa centrale.

## Tassonomia
La famiglia di appartenenza di questa voce (Asteraceae o Compositae, nomen conservandum) probabilmente originaria del Sud America, è la più numerosa del mondo vegetale, comprende oltre 23.000 specie distribuite su 1.535 generi, oppure 22.750 specie e 1.530 generi secondo altre fonti (una delle checklist più aggiornata elenca fino a 1.679 generi). La famiglia attualmente (2021) è divisa in 16 sottofamiglie.

### Filogenesi
Le specie di questa voce appartengono alla sottofamiglia Dicomoideae, e in particolare alla sottotribù Pleiotaxinae (tribù Dicomeae). La sottofamiglia (di recente costituzione), da un punto di vista filogenetico, è posizionata tra le sottofamiglie Tarchonanthoideae e Carduoideae. I caratteri principali della sottofamiglia sono: i portamenti variano da erbacei a arbustivi, l'involucro è pluriseriato con brattee coriacee e pungenti, il ricettacolo è alveolato, il polline è echinato, i rami dello stilo sono pubescenti con superficie stigmatica continua e cresta marginale, il carpoforo in genere è assente. L'area di origine della maggior parte delle specie è l'Africa a sud del Sahara.
I principali caratteri diagnostici del genere Pleiotaxis (monofiletico alle analisi del DNA) sono: gli apici delle brattee dell'involucro variano da subacuti a arrotondati, le code delle antere non sono calcarate e gli acheni hanno delle forme strettamente cilindriche. Il genere è diviso in due gruppi: nel primo i capolini sono solitari o raggruppati in lassi corimbi e con i fiori colorati di porpora; nel secondo i capolini sono raggruppati in panicoli e i fiori sono colorati di giallo e crema.
Il numero cromosomico di base delle specie di questo gruppo è: 2n = 20 e 22.
Il periodo di separazione della sottofamiglia (formazione del clade) dal resto della famiglia delle Asteraceae è di circa 41,5 milioni di anni fa; mentre gli antenati delle attuali specie si sono separati circa 27 milioni di anni fa (gruppo corona).

### Elenco delle specie
Questo genere comprende le 34 seguenti specie:
- Pleiotaxis affinis O.Hoffm.
- Pleiotaxis ambigua  S.Moore
- Pleiotaxis angolensis  Rodr.Oubiña & S.Ortiz
- Pleiotaxis angusterugosa  C.Jeffrey
- Pleiotaxis antunesii  O.Hoffm.
- Pleiotaxis bampsiana  Lisowski
- Pleiotaxis chlorolepis  C.Jeffrey
- Pleiotaxis decipiens  C.Jeffrey
- Pleiotaxis dewevrei  O.Hoffm. ex T.Durand & De Wild.
- Pleiotaxis duvigneaudii  Lisowski
- Pleiotaxis eximia  O.Hoffm.
- Pleiotaxis fulva  Hiern
- Pleiotaxis gombensis  C.Jeffrey
- Pleiotaxis huillensis  O.Hoffm.
- Pleiotaxis jeffreyana  Lisowski
- Pleiotaxis lawalreana  Lisowski
- Pleiotaxis lejolyana  Lisowski
- Pleiotaxis linearifolia  O.Hoffm.
- Pleiotaxis macrophylla  Muschl.
- Pleiotaxis newtonii  O.Hoffm.
- Pleiotaxis overlaetii  Staner
- Pleiotaxis oxylepis  C.Jeffrey
- Pleiotaxis perfoliata  Lisowski
- Pleiotaxis petitiana  Lisowski
- Pleiotaxis pulcherrima  Steetz
- Pleiotaxis racemosa  O.Hoffm.
- Pleiotaxis robynsiana  Lisowski
- Pleiotaxis rogersii  S.Moore
- Pleiotaxis rugosa  O.Hoffm.
- Pleiotaxis selina  C.Jeffrey
- Pleiotaxis subpaniculata  Chiov.
- Pleiotaxis subscaposa  C.Jeffrey
- Pleiotaxis upembensis  Lisowski
- Pleiotaxis welwitschii  S.Moore